# شیرجه در المپیک تابستانی ۱۹۲۴
شیرجه در بازی‌های المپیک تابستانی ۱۹۲۴ نام رویداد ورزش شیرجه در بازی‌های المپیک تابستانی بود که در سال ۱۹۲۴ برگزار شد.

## جدول مدال‌ها
| رتبه  | کشور                | طلا | نقره | برنز | مجموع |
| ۱     | ایالات متحده آمریکا | ۴   | ۴    | ۳    | ۱۱    |
| ۲     | استرالیا            | ۱   | ۰    | ۰    | ۱     |
| ۳     | سوئد                | ۰   | ۱    | ۱    | ۲     |
| ۴     | بریتانیای کبیر      | ۰   | ۰    | ۱    | ۱     |
|       |                     |     |      |      |       |
| مجموع | مجموع               | ۵   | ۵    | ۵    | ۱۵    |

## کشورهای شرکت کننده
- استرالیا (۱) (مردان:۱ زنان:۰)
- اتریش (۳) (مردان:۰ زنان:۳)
- بلژیک (۲) (مردان:۱ زنان:۱)
- چکسلواکی (۲) (مردان:۱ زنان:۱)
- دانمارک (۴) (مردان:۳ زنان:۱)
- فنلاند (۶) (مردان:۶ زنان:۰)
- فرانسه (۱۲) (مردان:۹ زنان:۳)
- بریتانیای کبیر (۱۱) (مردان:۵ زنان:۶)
- ایتالیا (۱) (مردان:۱ زنان:۰)
- هلند (۴) (مردان:۲ زنان:۲)
- اسپانیا (۳) (مردان:۳ زنان:۰)
- سوئد (۱۱) (مردان:۷ زنان:۴)
- سوئیس (۱) (مردان:۱ زنان:۰)
- ایالات متحده آمریکا (۱۰) (مردان:۵ زنان:۵)